# (37282) 2000 YJ67
2000 واي جاي 67 (ويعرف أيضًا باسم (37282) 2000 واي جاي 67 وفق تسمية الكوكب الصغير) (بالإنجليزية: 2000 YJ67)‏ هو كويكب ضمن حزام الكويكبات؛ وترتيبه 37282 من حيث الاكتشاف.
اكتُشف هذا الجُرم الفلكي بواسطة بحث لنكولن عن الكويكبات القريبة من الأرض في 28 ديسمبر 2000.

## وصلات خارجية
- (37282) 2000 YJ67 في قاعدة بيانات مختبر الدفع النفاث لأجرام النظام الشمسي الصغيرة

- الاكتشاف · مخطط المدار ·  العناصر المدارية · المعلمات المادية

- (37282) 2000 YJ67 على موقع ويكي سكاي: DSS2, SDSS, GALEX, IRAS, Hydrogen α, X-Ray, Astrophoto, Sky Map, Articles and images